# 대적점

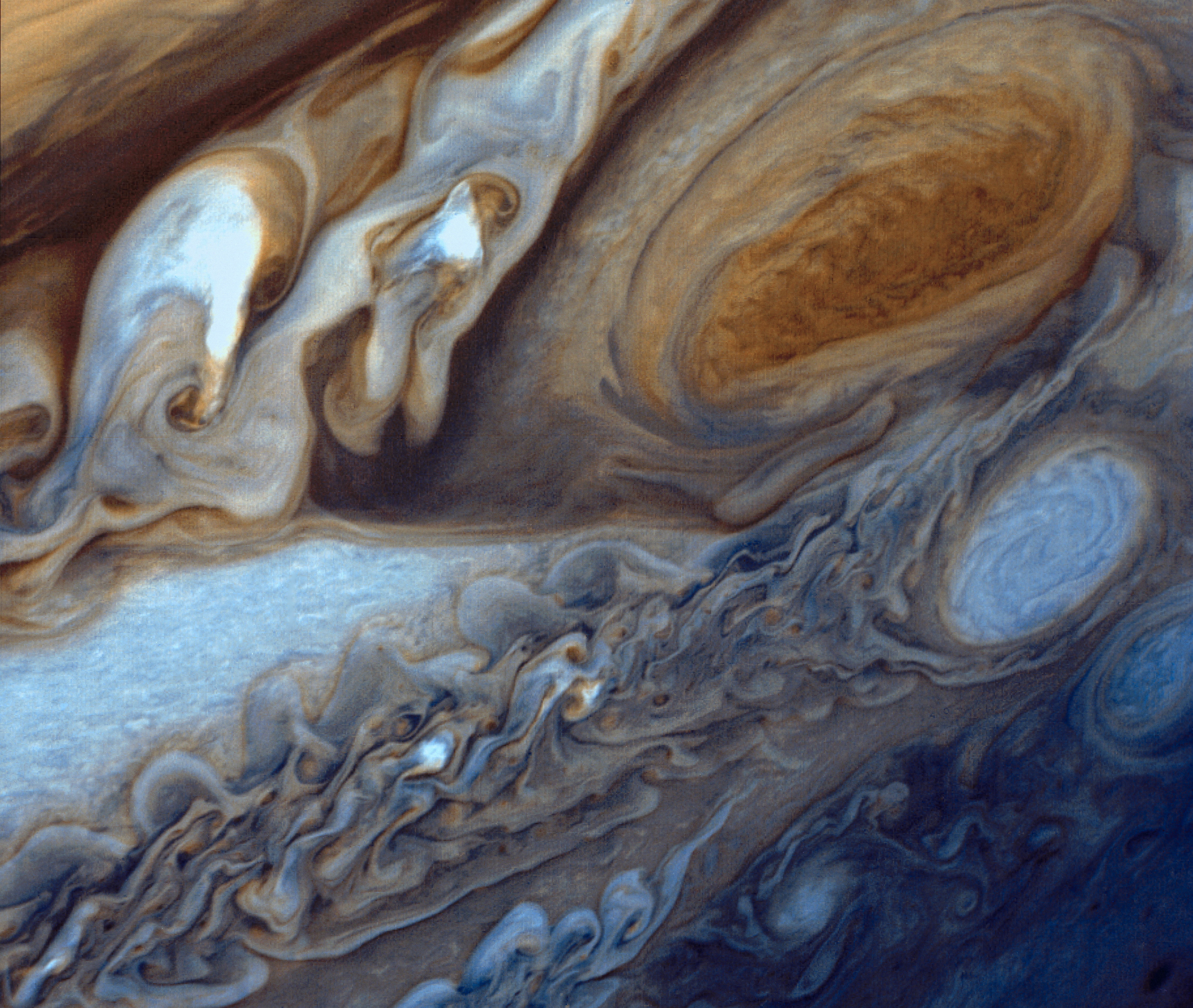
보이저 1호가 보내온 목성 대적점의 채색 영상. 대적점 바로 아래의 하얀 폭풍이 지구의 직경과 비슷하다. NASA.

대적점(大赤點) 또는 대적반(大赤斑)은 목성 대기 중 남위 22도에 위치한 고기압성 폭풍 지대이다. 1655년 조반니 카시니는 목성 표면의 점을 최초로 발견했으며 이 점의 관측 기록은 1713년까지 이어졌다. 그러나 현 대적점이 관측 대상으로 지정된 때는 1830년으로, 중간에 관측기록상 공백이 있기 때문에 카시니의 점과 대적점이 같은 존재인지는 확실하지 않다. 대적점은 지구가 들어갈 수 있을 정도로 거대하나, 그 크기가 지속적으로 줄어들고 있다. 대적점에서는 막대한 양의 중량파와 음파가 생겨나며 이 파동들은 상승한 뒤 상층부 대기에서 부서지면서 열로 바뀐다. 대적점이 불그스름한 색을 띠는 이유는 목성 대기 내 물질이 태양의 자외선과 반응하여 톨린과 같은 유기 화합물을 생성하기 때문인 것으로 추정하고 있다.

## 관측 역사

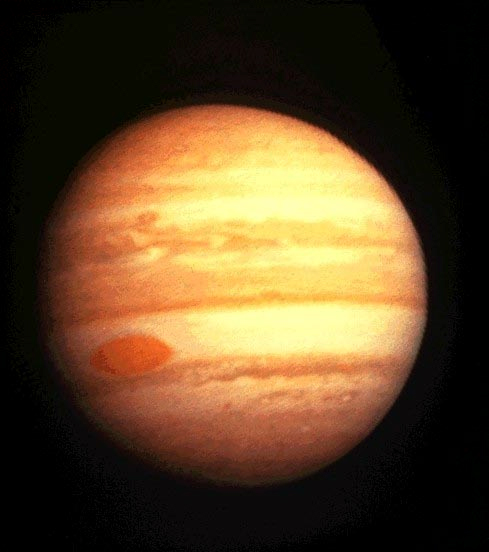
1974년 파이어니어 10호가 찍은 목성의 사진. 이때 대적점은 이후 1979년 보이저 1호가 재촬영했을 때보다 눈에 띄게 색이 진해 보인다.

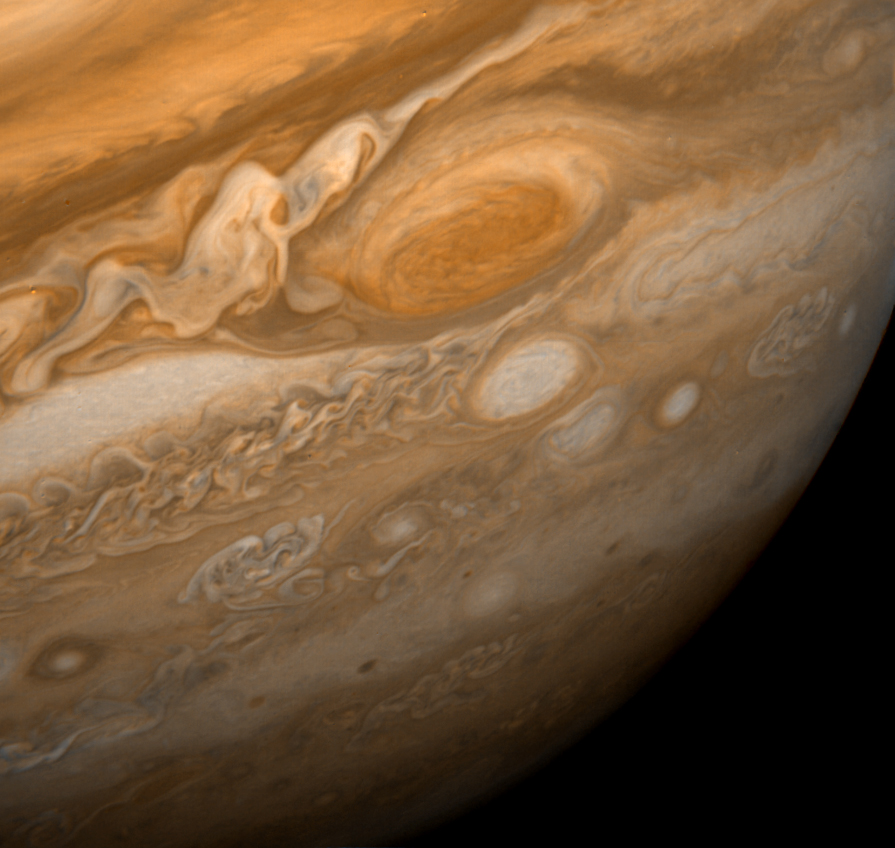
1979년 보이저 1호에서 촬영한 목성과 대적점의 광각 사진. 대적점 바로 아래 보이는 하얀 타원형 폭풍은 지름이 지구와 비슷하다.

보이저 1호가 목성으로 접근하면서 찍은 저속 촬영 영상. 대기 벨트들이 움직이는 것과 대적점이 회전하는 것이 보인다. NASA 사진.

목성의 대적점은 1665년 이전부터 존재했을 가능성이 있다. 목성 표면의 점을 최초로 관측한 기록은 1665년부터 1713년까지였는데, 목성 초기 관측들이 현 대적점을 기록한 것이라고 가정하면 대적점은 최소 350년 동안 유지되어 온 셈이 된다. 그러나 현 대적점은 1830년이 되어서야 처음으로 목격되었으며 1879년 뚜렷하게 모습을 보인 이후부터 자세히 연구되었다. 목성의 폭풍을 최초로 발견한 17세기와 현 대적점을 처음으로 다룬 1830년 사이에는 시간차가 크다. 따라서 1600년대에 사람들이 본 목성의 폭풍은 지금 우리가 보는 대적점과 다른 것이었을 가능성이 있다. 현 대적점이 17세기에 있었던 폭풍이 흩어졌다가 재구성된 것인지, 아니면 이전 것이 소멸하고 새로 생겨난 것인지, 아니면 단순히 중간에 관측기록이 부실했던 것이었는지는 알 수 없다.
대적점을 최초로 목격한 자로 자주 언급되는 인물은 로버트 훅으로, 그는 1664년 5월 목성에 점 하나가 있다고 기술했다. 그러나 훅이 관측한 점은 다른 벨트(북적도벨트)에 자리잡고 있었을 가능성이 크다.(현 대적점은 남적도벨트에 있다.) 조반니 카시니가 바로 다음해에 목성에 '영속적인 점'이 있다고 기술했는데 이쪽이 최초 목격자로 훨씬 더 설득력이 있다. 카시니의 점은 1665년부터 1713년까지 관측되었고 모양이 계속 변화했다. 그러나 1713년 이후 118년 동안 관측기록이 없었기에 카시니가 본 점과 현재 대적점이 같은 것인지는 확실하지 않다. 그리고 과거 점은 관측 역사가 짧았던데다 이동속도가 현 대적점보다 느렸기 때문에 동일한 존재가 아닐 수 있다.
바티칸에 전시되어 있는 도나토 크레티의 1711년 유화 작품 '천문관측'에서 묘사된 목성의 점에는 가벼운 의문점이 담겨 있다. 이 작품은 그림 여러 개로 구성되어 있으며 이탈리아의 다양한 풍경들과 함께 그림 속 하늘에 천체들이 등장한다.(천체 크기는 실제보다 과장되어 있음) 천문학자 에우스타키오 만프레디가 정확한 천체 묘사에 도움을 주었는데, 이 작품은 목성의 점을 처음으로 붉게 묘사한 그림이다. 19세기 후반까지 목성 표면의 특징을 '붉은 색'으로 기록한 사례는 한 번도 없었다.
21세기에 접어들어 대적점은 크기가 줄어들고 있다. 2004년 기준으로 대적점은 긴지름이 100년 전 약 40,000 km의 절반 수준(지구 지름 두 배 정도)까지 줄어들었다. 현재 속도로 크기가 줄어든다면 2040년 경 대적점은 원 모양이 될 것이다. 대적점이 얼마나 오래 유지될 것인지 혹은 크기 변화가 폭풍이 맥동하는 과정중일 뿐인지에 대해서는 밝혀지지 않았다. 2019년 대적점 가장자리에서 폭풍 조각들이 작게 떨어져 나가 흩어지기 시작했다.
대적점보다 작은 점 오벌 BA는 2000년 3월 흰색 타원형 점 세 개가 합쳐져 만들어졌으며 이후 불그스름한 색으로 바뀌었다. 천문학자들은 오벌 BA를 '소적점'(Little Red Spot, Red, Jr.)으로 부르기도 한다. 2006년 6월 5일 기준으로 대적점과 오벌 BA는 향후 합쳐질 것으로 예측되었다. 두 폭풍은 대략 2년에 한 번씩 스쳐 지나가지만 2002년과 2004년 조우 때 특이사항은 없었다. 2006년 7월 20일 제미니 천문대는 두 폭풍이 서로 접근했다가 합쳐지지 않고 멀어지는 것을 촬영했다. 2008년 5월 붉은색을 띠는 제3의 태풍이 등장했다.
대적점을 카시니-하위헌스가 2000년 목성 북극 근처를 지나가면서 발견한 '대흑점'과 혼동하면 안된다. 해왕성 대기에도 대흑점으로 불리는 특징이 있다. 후자는 1989년 보이저 2호가 촬영했으며, 태풍이 아니라 대기에 뚫린 '구멍'이었을 것이다. 보이저가 목격한 대흑점은 1994년 기준으로 사라졌고 대신 이전 위치보다 북쪽에 비슷한 점이 새로이 나타났다.

### 현장 탐사
1979년 2월 25일 보이저 1호는 목성에서 920만 km 떨어진 곳을 지나가면서 대적점을 처음으로 정밀하게 찍은 사진을 지구에 전송했다. 당시 보이저는 지름 160 km 정도로 작은 구름들까지 식별하여 볼 수 있었다. 대적점 왼쪽(서쪽)으로 보이는 형형색색에 물결 모양의 구름 패턴은 파동이 유별나게 복잡하고 다양하게 형성되어 있는 지역이다.
2016년 목성 주변 북극 궤도에 진입한 주노 우주선은 2017년 7월 11일 대적점에 접근하여 표면으로부터 약 8,000 km 거리에서 이 태풍의 사진 여러 장을 찍었다. 계획 기간 내내 주노 우주선은 목성 대기 중 대적점의 조성물과 진화를 자세히 연구했다.

## 구조

대적점이 회전하는 움직임을 찍은 사진. 카시니 우주선 제공.

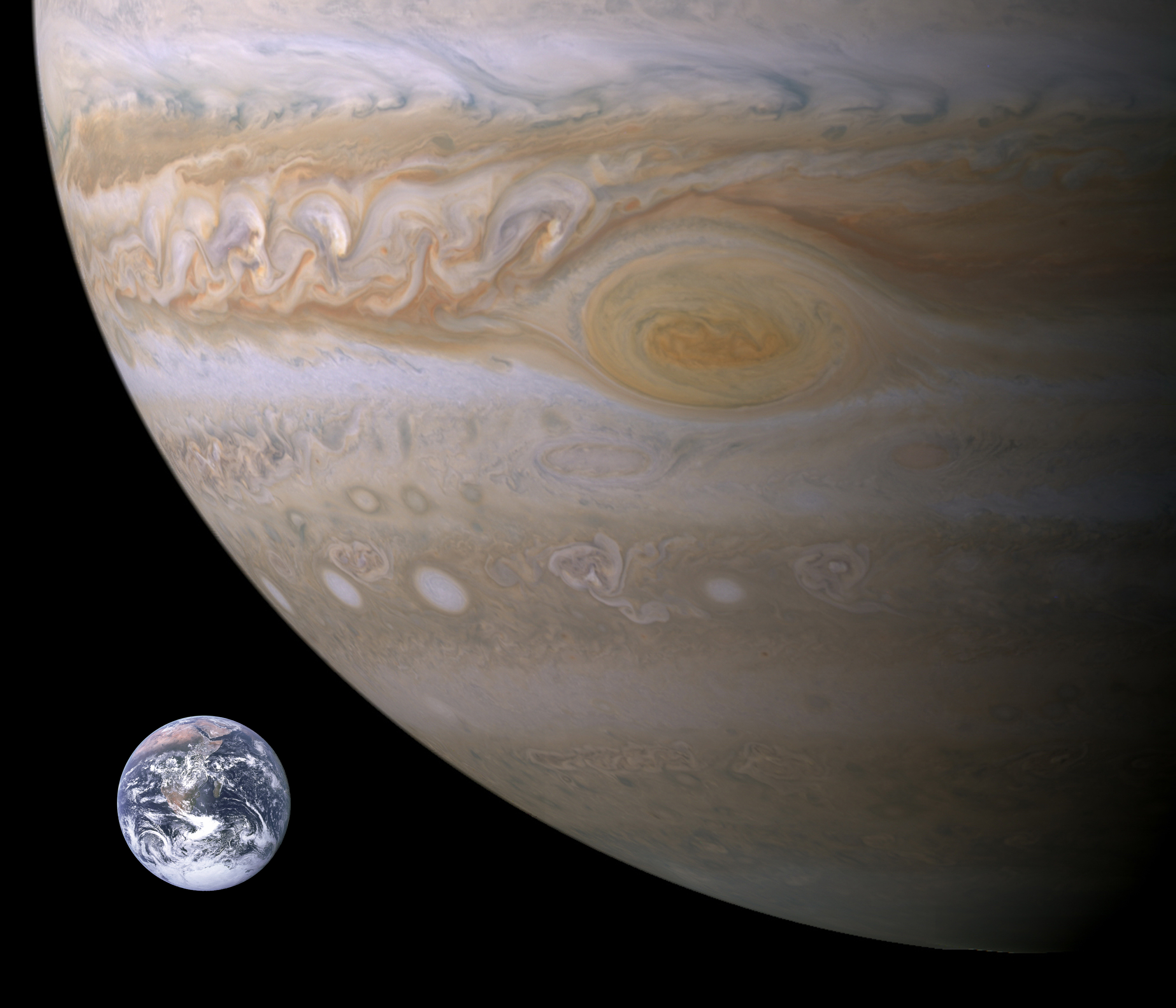
지구와 대적점 크기를 대략적으로 비교한 그림.

목성 대적점은 시계 반대 방향으로 6 지구일 혹은 14 목성일마다 1회 회전한다. 2017년 4월 3일 기준으로 폭은 16,350 km로 지구 지름의 1.3배 크기이다. 대적점을 이루는 구름의 꼭대기는 주변 구름 꼭대기보다 약 8 km 더 높은 곳에 있다.
목성의 구름 대부분에 비해 대적점이 더 차갑다는 사실(이는 고도가 더 높다는 뜻도 된다.)을 천문학자들은 적외선 자료를 통해 오래 전부터 알고 있었다. 그러나 대적점 상층부 대기는 행성 내 다른 어떤 곳보다 온도가 훨씬 높다. 학계는 아래쪽 폭풍이 만드는 난류로부터 솟아오르는 음파를 이 상층부 열기의 원인으로 생각해 왔다.
대기의 특징들을 주의깊게 추적한 결과 1966년 대적점이 시계 반대 방향으로 회전하고 있음이 밝혀졌으며 이 사실은 보이저 우주선들이 플라이바이중 저속 촬영 영상을 찍으면서 극적으로 입증되었다. 대적점은 온화하게 서쪽을 향해 움직이는 제트기류(대적점 북쪽)와 매우 격렬하게 동쪽을 향해 움직이는 기류(대적점 남쪽) 사이에 자리잡고 있다. 대적점 가장자리에서의 바람은 약 시속 432 km로 불지만 대적점 안쪽의 대기는 들어오거나 나가는 것이 별로 없어 고여있는 상태로 보인다. 대적점의 회전 주기는 시간이 지나면서 줄어드는데, 크기가 꾸준히 줄어드는 것이 직접적인 이유로 추정된다.
대적점의 위도는 관측 기록이 양호한 기간 동안 최대 1도 정도로 크게 변하지 않았으나 경도는 꾸준하게 변하고 있다. 목성은 모든 위도에서 똑같은 속도로 자전하지 않기 때문에 천문학자들은 경도를 정의하기 위해 시스템 세 개를 정의해 놓았다. 시스템 II는 10도 이상 위도에 사용되며, 원래는 대적점의 평균자전주기인 9시간 55분 42초에 기초한 것이다. 그러나 이런 정의에도 불구하고 대적점은 시스템 II에서 19세기 초 이래 목성을 적어도 10바퀴는 돌았다. 이 경도상 이동속도는 해가 갈수록 급격하게 바뀌어 왔으며, 남적도벨트의 밝기 및 남열대요란(South Tropical Disturbance, 南熱帶擾亂)의 유무와 연결되어 있다.

## 색채와 조성물
대적점의 색채가 어떻게 만들어지는지에 대해 확고한 이론은 없다. 천문학자들은 태양이 뿜는 우주선이나 자외선이 목성 구름의 화학적 조성에 미치는 영향을 조사하고 있다. 의문점 하나는 태양 복사가 행성의 외기권과 반응하여 짙은 붉은색 대기를 만드느냐이다. 연구실 실험에 따르면 태양의 자외선이 황화수소암모늄과 유기화합물 아세틸렌에 조사되면 복잡한 유기화합물인 톨린처럼 불그스름한 색의 물질을 만드는데, 이 화학적 산물이 대적점 색의 원인으로 보인다. 이 화합물들이 높은 고도에 있는 것 역시 대적점의 색에 영향을 줄 것이다.
대적점의 색조는 붉은 벽돌색부터 담홍색, 혹은 흰색까지 매우 다양하다. 대적점은 가끔 사라질 때도 있으며 남적도벨트(SEB)에 있는 대적점구멍(Red Spot Hollow)을 통과할 때에만 모습이 분명히 드러난다. 대적점의 가시성은 SEB와 확연히 연계되어 있다. 벨트가 밝고 흰색을 띠면 대적점의 색은 어두워지는 경향이 있다. 반대로 벨트가 어두워지면 대적점의 색은 밝아진다. 대적점 색이 어둡다가 밝아지는 시간 간격은 불규칙한데, 1947년부터 1997년까지 대적점의 색을 관측한 결과 1961~1966년, 1968~1975년, 1989~1990년, 1992~1993년에 가장 어두웠다.

허블 우주망원경의 광각 카메라 3으로 찍은 목성의 구름들.[31]
목성 구름의 움직임과 대적점의 회전을 보여주는 컬러 애니메이션.
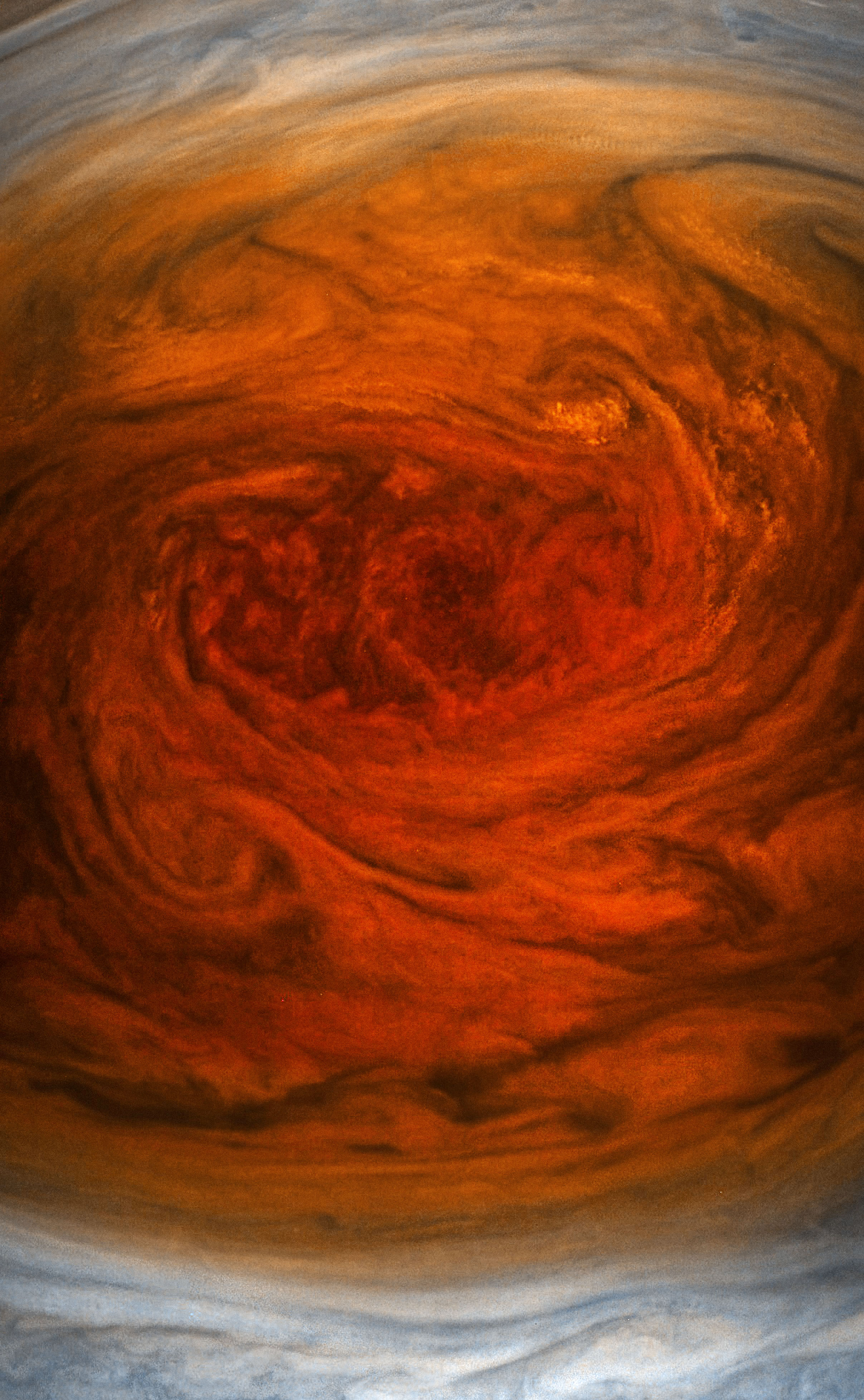
NASA 주노 우주선이 대적점에 근접하여 촬영한 정밀 사진. 2017년 7월 11일 촬영.
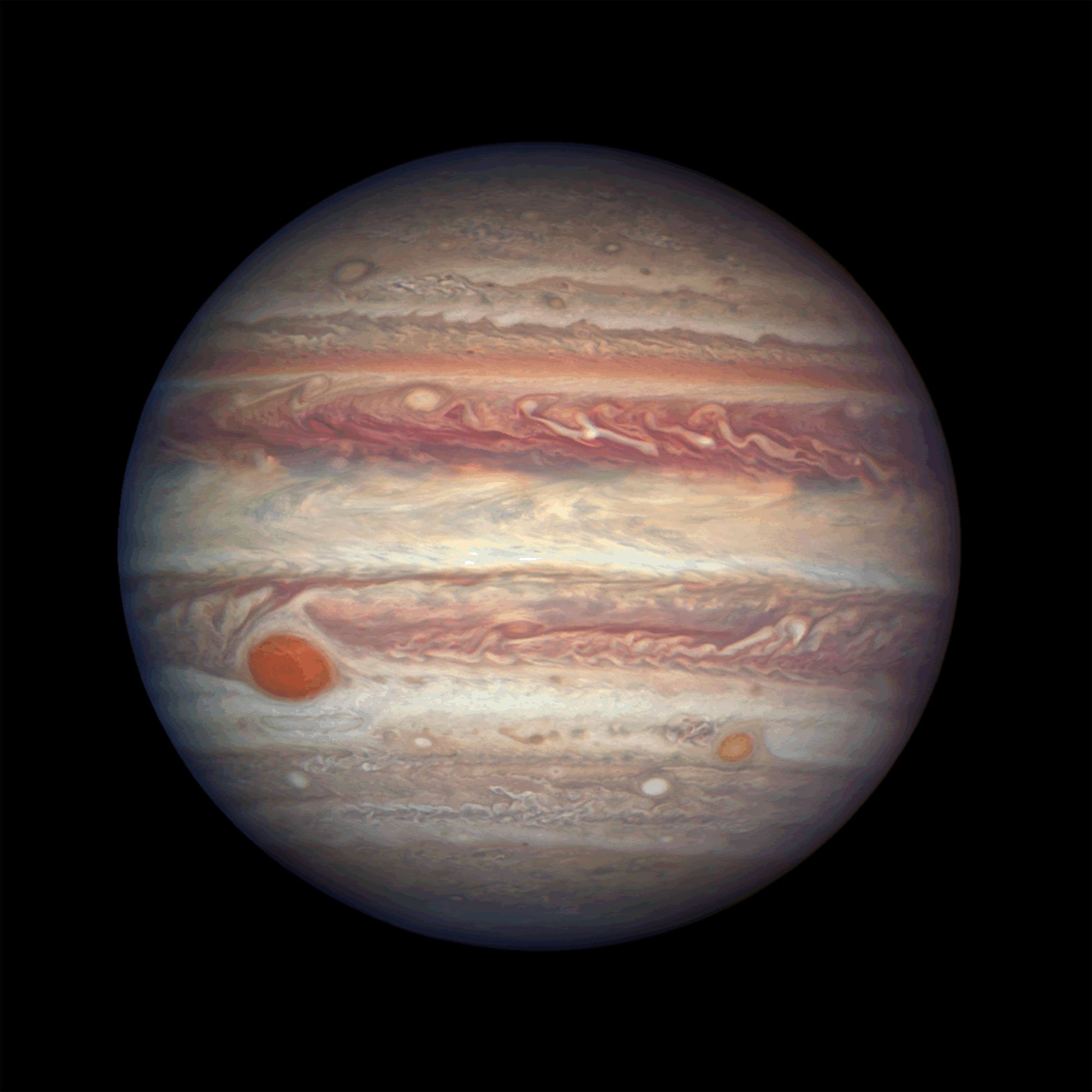
목성의 소용돌이치는 색색의 구름들. 사진에서 대적점은 목성 원반에서 왼쪽 약간 아래 부분에 보인다.

## 동역학
연구결과에 따르면 대적점은 난기류로부터 막대한 양의 중력파와 음파를 생산하고 있다. 음파는 폭풍 위 800 km 높이까지 수직으로 이동한 뒤 상층부 대기에서 부서져 파동 에너지를 열로 바꾼다. 이로 인해 상층부 대기의 온도는 1,600 K (1,330 °C; 2,420 °F)까지 가열되는데 이는 목성 내 같은 고도에 해당되는 여타 지역 온도보다 수백 켈빈 더 뜨거운 값이다. 이 효과는 '해변가에서 파도가 치는 것'과 같다고 묘사할 수 있다. 대적점이 수 세기 동안 유지되는 이유는 마찰을 일으킬만한 딱딱한 지면이 없기 때문이다.(액체로 된 수소 핵만 있다.) 목성 대기를 순환하는 기체 소용돌이들은 이들의 각운동량을 감소시킬 요인이 없기 때문에 매우 오랫동안 살아남을 수 있다.

## 같이 보기
- 대백반 (토성에 있는 대적점 비슷한 태풍)
- 하이퍼케인

## 추가 문헌
- (영어) Numerous authors (1999).  Beatty, Kelly J.; Peterson, Carolyn Collins; Chaiki, Andrew, 편집. 《The New Solar System》 4판. Massachusetts: Sky Publishing Corporation. ISBN 978-0933346864.
- (영어) Beebe, Reta (1997). 《Jupiter the Giant Planet》 2판. Washington: Smithsonian Books. ISBN 978-1560986850.
- (영어) Hockey, Thomas (1999). 《Galileo's Planet: Observing Jupiter Before Photography》. Bristol, Philadelphia: IOP Publishing. ISBN 978-0750304481.
- (영어) Peek, Bertrand M. (1981). 《The Planet Jupiter: The Observer's Handbook》 Revis판. London: Faber and Faber Limited. ISBN 978-0571180264.
- (영어) Rogers, John H. (1995). 《The Giant Planet Jupiter》. Cambridge: Cambridge University Press. ISBN 978-0521410083.
- (영어) Smith, B. A.;  외. (1979). “The Jupiter system through the eyes of Voyager 1”. 《Science》 204 (4396): 951–957, 960–972. Bibcode:1979Sci...204..951S. doi:10.1126/science.204.4396.951. PMID 17800430.